# Museu da Escola de Lavra
O Museu da Escola de Lavra é um museu etnográfico, situado na Escola EB2,3 de Lavra, na atual freguesia de Perafita, Lavra e Santa Cruz do Bispo, no Município de Matosinhos.
O museu expõe objetos, que eram usuais no séc. XIX e princípios do séc. XX e caracterizam toda a vivência das populações da freguesia de Lavra, nessas épocas passadas.
O museu está organizado segundo os ciclos de produção e vivências. Começa assim pela Casa Rural, base de toda a estrutura social, para, de seguida, apresentar todo o conjunto de núcleos patente no acervo do Museu.

## A casa rural
A casa rural é uma unidade de três elementos conjugados: a parte construída, o complexo produtivo e a família. As pessoas são identificadas pela casa a que pertencem, que também define o estatuto social que se traduzem obrigações e direitos, bem como em benefícios colhidos no usufruto do que é comum, como as águas e os baldios.

### A cozinha rural
Na casa rural, é no espaço da cozinha que decorre toda a vida familiar. Compartimento por vezes térreo ou no sobrado, forma um corpo destacado. É aqui que se encontra a lareira, se recebe quem chega, se preparam as refeições e se come, em família, ou com os que trabalham para a casa. Sobre o lume, mantêm-se as caldeiras da vianda e do porco e, no forno, prepara-se semanalmente a cozedura do pão. Em volta da lareira, imanando calor e luz, faziam-se os serões, a fiar o linho ou a lã, ao mesmo tempo que se entoavam vozes e contavam histórias de encantar.

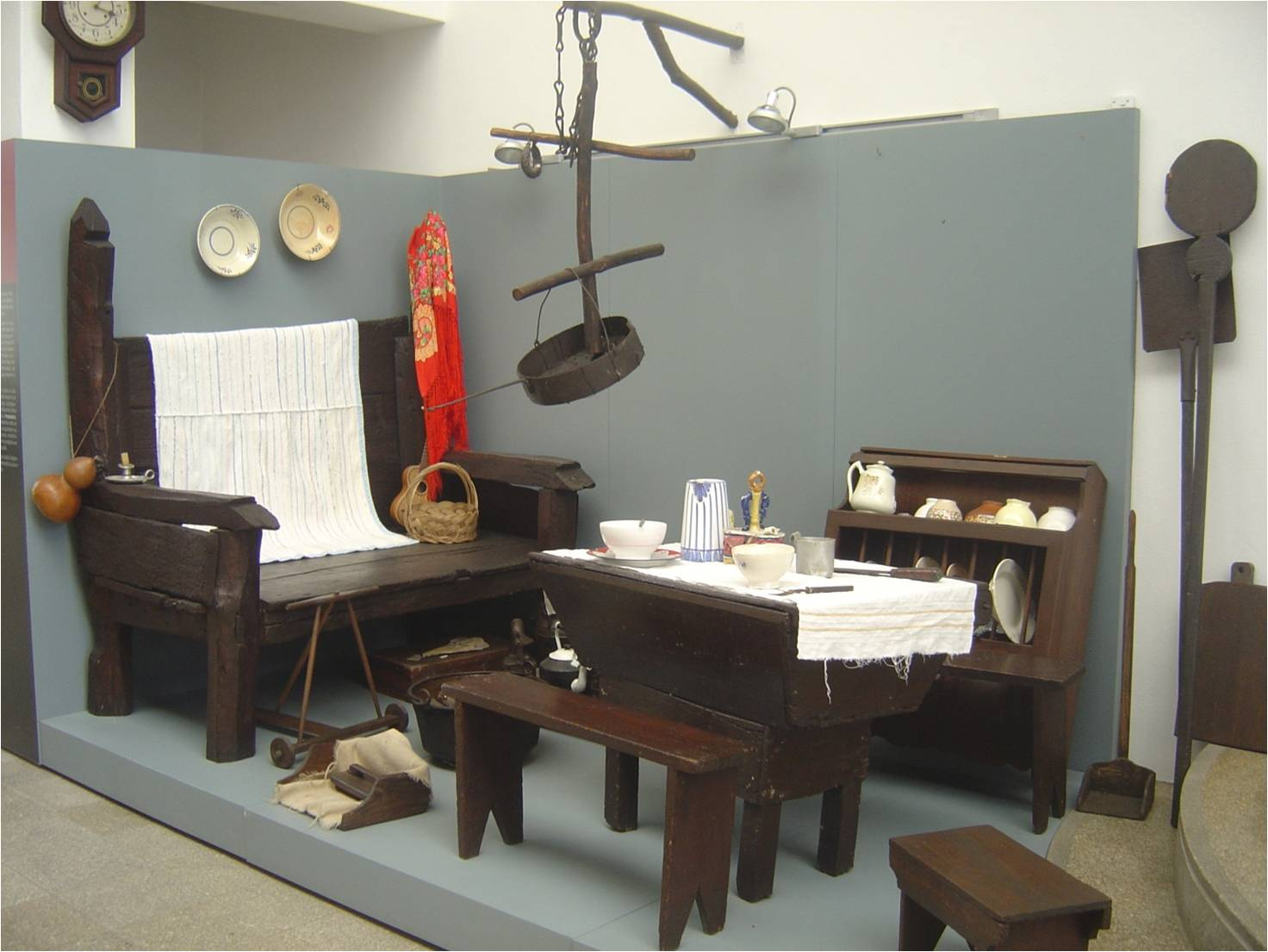
A cozinha rural

### O quinteiro
Por vezes isolada, esta casa está estruturada de forma a responder às necessidades da exploração. Pode apresentar-se em construções organizadas em volta de um espaço central, o pátio, constituídas pela habitação, cortes de gado, a pocilga, o galinheiro, coelheiras, as lojas onde se guardam as alfaias agrícolas e colheitas, o lagar, a adega e o alambique. O quinteiro é, assim, o espaço de lavoura, onde estão os carros de bois, o limpador de cereais, os semeadores, as alfaias agrícolas.

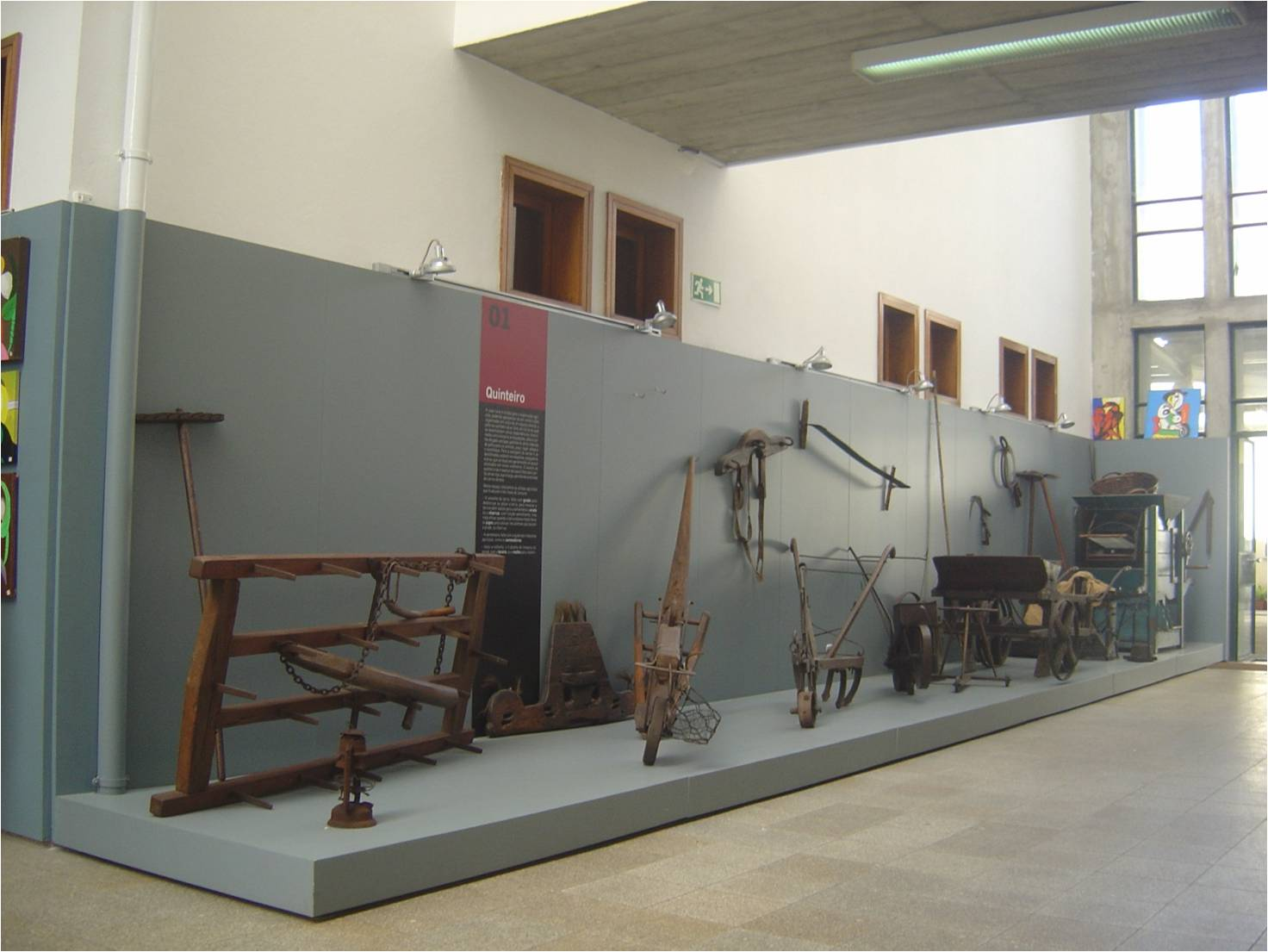
O quinteiro

## O ciclo do linho
O linho deve ser semeado em Março, no início da Primavera.
No Verão, procede-se à arrinca – arrancar o linho, para se aproveitar bem a fibra têxtil, já que é no caule que se encontra a fibra.
Em seguida, deve-se ripar o linho, que consiste em tirar a semente com o ripo (pente em ferro).
A próxima acção é empoçar ou demolhar – o linho fica duas semanas em água corrente não muito forte.
Depois, vai a secar, num campo previamente cortado e limpo. Dispõem-se os novelos sobre esse campo.
Depois de seco, o linho vai a espadelar. Esta acção é feita num espadeladouro, com uma espadela (placa em madeira) e um cortiço (cilindro em cortiça). O objectivo é a separação das fibras. Retiram-se os tomentos (fibra áspera, grossa e curta, com que se faz certo tipo de pano, como forros de colchões, rodilhas de cozinha, sacos de farinha).
A fibra que fica, depois de se separar os tomentos, vai a maçar – num engenho de maçar o linho no rio (sendo o engenheiro que maça o linho), ou feito com um mangual ou maço. Serve para espremer o linho.
É altura de passar à sedagem, que consiste em passar a fibra que ficou, num sedeiro, separando o linho da estopa (que fica presa aos dentes do sedeiro, deixando passar o linho, mais fino).
O linho está agora pronto para ser fiado. Para a fiação, utiliza-se a roca e o fuso ou roda de fiar, que transforma a fibra em fio.

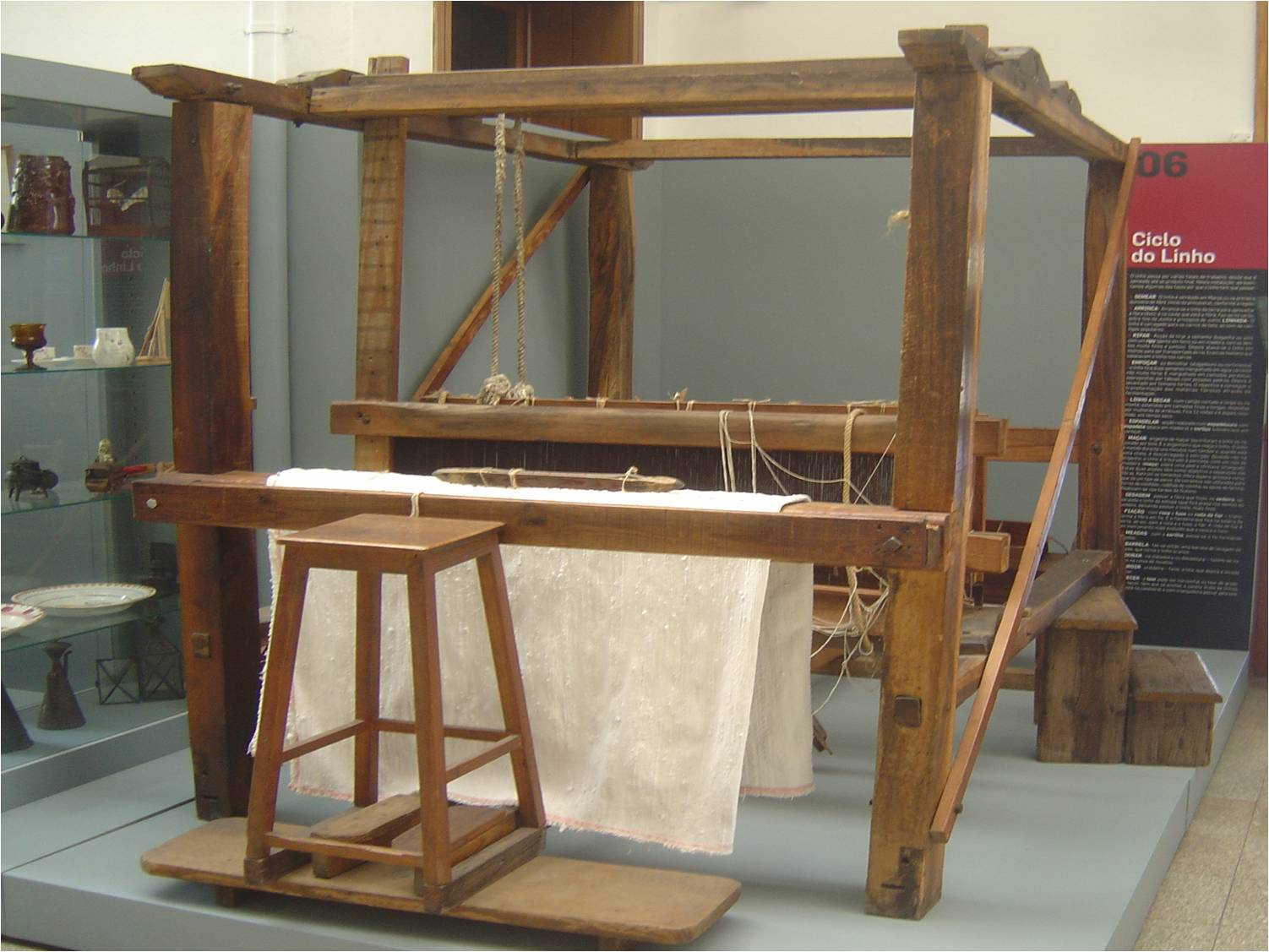
O Tear

## Os ofícios

### O ferreiro
Um dos ofícios que ocupava algumas pessoas em Lavra, era o ofício de ferreiro. Atualmente já são raros os ferreiros que ainda trabalham com a forja tradicional e são pessoas de muita idade. Este ofício, como grande parte dos ofícios nos tempos passados, passava de pais para filhos, era uma atividade que se perpetuava na família com óbvias vantagens: existiam a oficina e os instrumentos, não sendo necessário nenhum investimento. Apenas a arte de saber fazer… Agora, já ninguém quer seguir essa arte, pois a industrialização roubou o lugar ao pequeno artesanato.

### O moleiro
O moinho do cereal, outra estrutura outrora indispensável e muito difundida em Lavra, era geralmente de utilização coletiva e encontrava-se perto de um curso de água, como, por exemplo, no rio Onda.

### A pesca
A pesca é outra das atividades tradicionais fortemente implantada em Lavra. Servindo como complemento à atividade agrícola, dela participavam, quer direta, quer indiretamente as pessoas do agregado familiar: os pescadores na faina propriamente dita, as sargaceiras, os carreteiros, nas pessoas das mulheres e outros familiares. Atividade de fortíssima devoção religiosa, revela múltiplas facetas de que o Museu dá uma pálida imagem.

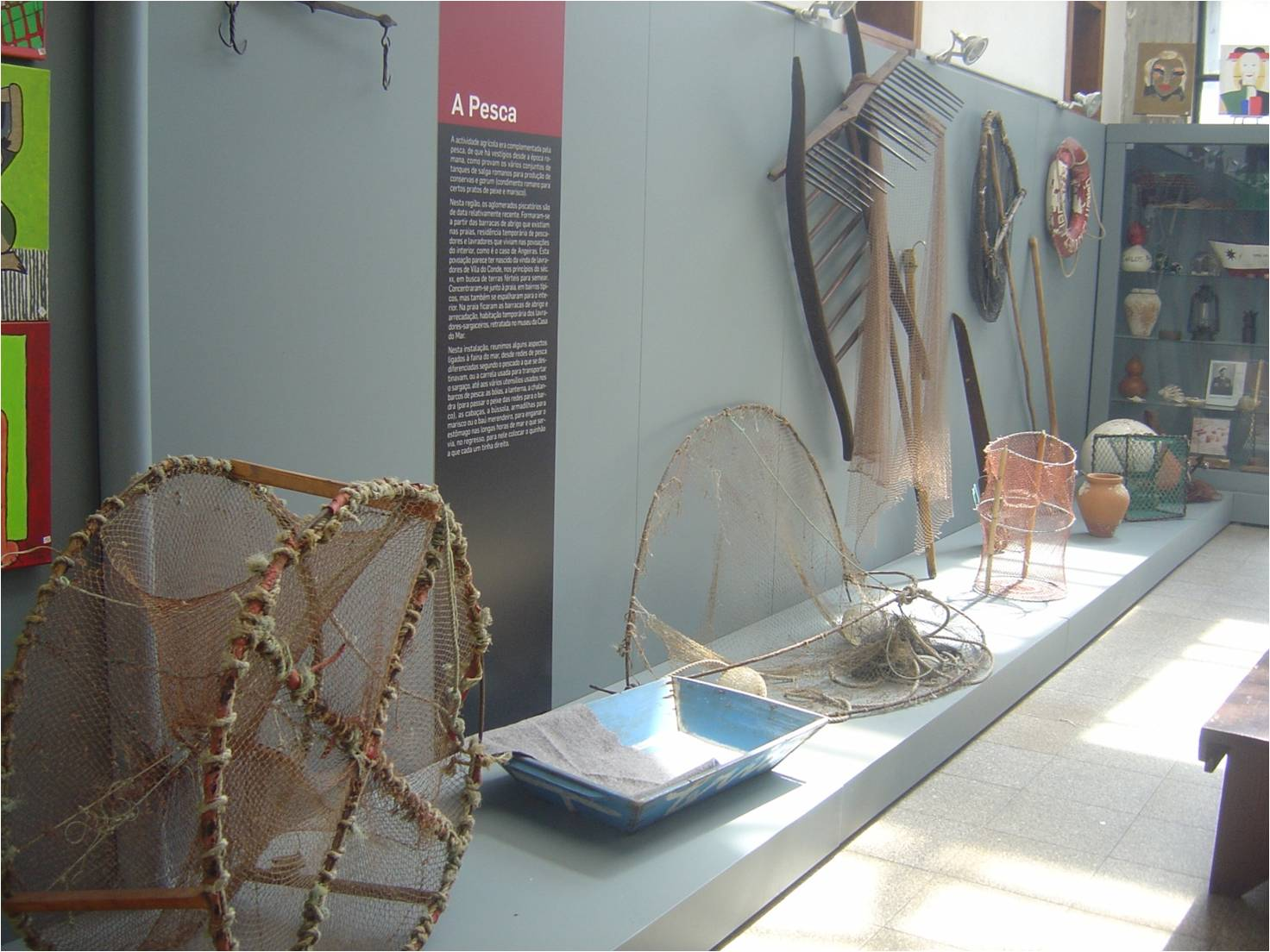
Côvado, gamela, nassa, carrela, ancinho, bicheiro, boia salva-vidas, e outras artes de pesca.